# My Morning Jacket
Pour les articles homonymes, voir Jacket.
My Morning Jacket est un groupe rock formé à Louisville, Kentucky, É.-U., en 1998. 
Le groupe est reconnu pour ses chansons aériennes, atmosphériques, avec des incursions plus folk ou country parfois, et pour l'utilisation de reverb dans la voix du chanteur Jim James, une tendance qui s'est toutefois atténué sur le quatrième album, Z, lancé en octobre 2005. La voix de James, qui compose les chansons du groupe, a parfois été comparée à celle de Neil Young.
Le nom du groupe a été choisi après que James eut aperçu un vieux veston (jacket) sur lequel étaient inscrites les lettres MMJ, devenu l'abréviation de My Morning Jacket.
L'album Z de 2005 figure dans le classement The 500 Greatest Albums Of All Time du magazine Rolling Stone, dans la version révisée en 2012.

## Membres

### Actuels
- Jim James, chanteur et guitariste.
- Two Tone Tommy, bassiste.
- Carl Broemel, guitariste.
- Patrick Hallahan, batteur.
- Bo Koster, claviériste.

### Anciens
- J.Glenn, batteur (1998-2000).
- Chris Guetig, batteur (2000-2002).
- Danny Cash, claviériste (1998-2004).
- Johnny Quaid, guitariste (1998-2004).

## Biographie
Le groupe, formé en 1998, a lancé deux albums de façon indépendante sur étiquette Darla Records, avant de signer sur ATO Records en 2002. Leurs deux premiers albums étaient plutôt d'un style très country et lo-fi. Toutefois à partir de l'album It Still Moves en 2003 le groupe produit une musique beaucoup plus rock et un son plus net, tandis que le suivant, Z, laisse place à une musique beaucoup plus fraîche, plus aérienne et exotique sans perdre toutefois leurs bases rock. Leur cinquième album, Evil Urges, revient à des bases plus rock avec quelques incursions pop. Ils ont entre-temps fait paraître un double album live et un DVD : Okonokos, filmé en 2006 à San Francisco.

## Discographie

### Albums studio
- 1999 - The Tennessee Fire
- 2001 - At Dawn
- 2003 - It Still Moves
- 2005 - Z
- 2008 - Evil Urges
- 2011 - Circuital
- 2015 - The Waterfall
- 2020 - The Waterfall II
- 2021 - My Morning Jacket
- 2025 - Is

### Live
- Acoustic Citsuoca (acoustique, 2004).
- Okonokos (film live) (2006)
- Okonokos (Double album live) (2006)
- Celebración De La Ciudad Natal (2009)
- Live from Las Vegas – Exclusively at The Palms (2009)

### EP
- My Morning Jacket Does Xmas Fiasco Style (2000)
- Heartbreakin Man (2000)
- Sweatbees  (2002)
- Chocolate and Ice (2002)
- Split (2002)

### Singles
- My Morning Jacket Does Bad Jazz (2000)
- My Morning Jacket Does Gold Hole (2001)
- Run Thru (2003)
- Just Because I Do (2003)
- Off The Record (2005)
- The 2006-2007 New Year’s Eve Skit Picture Disc Skit (2007)

### Demos
- Early Recordings Chapter 1 - The Sandworm Cometh (demos, lives et b-sides, 2004).
- Early Recordings Chapter 2 - Learning (demos, lives et b-sides, 2004)
- At Dawn/Tennessee Fire Demos Package (2007)

## Collaborations/Autres apparitions
En 2005, My Morning Jacket est apparu dans le film Elizabethtown de Cameron Crowe, où ils interprétaient un groupe rock fictif nommé Ruckus. Dans le film, MMJ interprétaient la chanson Free Bird de Lynyrd Skynyrd. Le quintette a aussi enregistré la pièce inédite Where To Begin spécialement pour la bande originale du film de Crowe.
En 2005, quelques mois avant la parution de l'album Z, Jim James fait une apparition sur l'album I'm Wide Awake, It's Morning de Bright Eyes, et sur deux chansons de M. Ward, un artiste qui assurait alors les premières parties des spectacles de My Morning Jacket.
En 2006, MMJ a participé au festival de Coachella, dans le désert de Californie. La même année, le groupe a joué en ouverture lors de nombreuses dates de la tournée mondiale de Pearl Jam.
MMJ est le groupe dont Stan devient fan dans la Saison 6 d'American Dad!, épisode 7, intitulé "My Morning Straitjacket".
Le rapper Mac Miller reprend le refrain de "wordless chorus" en introduction de son titre "Nikes on my feet" 
Le groupe a également fait son apparition dans l'épisode 9 de la saison 3 de The Vampire Diaries.
Ainsi que dans l’épisode 15 de la saison 1 de « How I Met Your Mother » qui utilise pour générique de fin « Off The Record ».
Ils ont aussi travaillé avec Heather Maloney en 2015, sur son album Making Me Break.